# 张锁江
张锁江（1964年11月—），男，河南林州人，中国化学工程专家，中国科学院院士，现任河南大学校长。

## 生平
1986年毕业于河南大学化学系，1989年取得河南师范大学化学系硕士学位，1994年取得浙江大学化学系博士学位，师从韩世钧教授。
1994年3月至1995年10月，任北京化工大学博士后。1995年10月至1997年3月，任日本大学博士后。
1997年6月至2001年10月，任日本三菱化学株式会社工程师。2001年10月，任中国科学院过程工程研究所研究员。2013年3月，任中国科学院过程工程研究所所长、研究员。
2015年当选为中国科学院院士。
2017年9月，任中国科学院大学化工学院院长。2017年12月4日，受聘为西安交通大学兼职教授。
2022年6月5日，回到母校河南大学，受聘担任河南大学校长。

## 荣誉
- 2001年入选中国科学院百人计划
- 2006年获得国家杰出青年科学基金资助
- 2010年获国家自然科学二等奖（第一完成人）[6]
- 2013年入选“万人计划”百千万工程领军人才